# Scheeßel
Scheeßel é um município da Alemanha localizado no distrito de Rotenburg, estado de Baixa Saxônia.